# Schoolpact
Het Schoolpact was een onderwijsakkoord dat op 20 november 1958 door onderhandelaars van de drie politieke partijen in België (meerderheid en oppositie) werd ondertekend als antwoord op de schoolstrijd van 1954 tot 1958. Het pact maakte een einde aan de zgn. schoolstrijd tussen de twee onderwijsnetten en betekende een pacificatie tussen het klerikalisme en antiklerikalisme. Hierdoor viel eveneens het levensbeschouwelijke strijdpunt binnen de politieke partijen weg, wat zorgde voor meer aandacht aan het sociaaleconomische en communautaire. De 32 resoluties van het schoolpact werden in wetteksten gegoten en hebben geleid tot de Schoolpactwet van 29 mei 1959.
Fundamenteel erkent het schoolpact het bestaan van de twee grote onderwijsnetten in België en waarborgt ze de bestaanszekerheid hiervan door middel van dotaties of subsidies. De twee netten bestaan uit:  
1. het officieel onderwijs waarbij de overheid de inrichtende macht is. In 1958 was dat de Staat, de provincie of de gemeente en men sprak respectievelijk van het rijksonderwijs, het provinciaal of het gemeentelijk onderwijs.  Sinds de oprichting van de gemeenschappen (1970) is het rijksonderwijs overgedragen naar de drie gemeenschappen en heet dit vandaag het gemeenschapsonderwijs. De vroegere Rijksuniversiteit Gent, nu gewoon Universiteit Gent, wordt ook bij dit net gerekend.
2. het vrij onderwijs met een vrije particuliere inrichtende macht.  De vrije scholen behoren  grotendeels tot het katholieke onderwijs, maar er bestaan ook andere scholen zoals protestantse scholen, methodescholen (Steiner- en Freinetscholen) en vrijzinnige scholen. De Katholieke Universiteit Leuven hoort tot het vrij onderwijsnet.

Het schoolpact hield voornamelijk in dat de (katholieke) vrije onderwijsnetten zich aan een vergelijkbare onderwijsreglementering onderwierpen in ruil voor subsidiëring, die vergelijkbaar is maar niet gelijk aan de financiering van de officiële netten. 
Het schoolpact hield bovendien in dat er geen inschrijvingsgeld meer mocht gevraagd worden in het secundair onderwijs.
Na 50 jaar heeft het schoolpact wat van zijn belang ingeboet, onder andere door het toenemende aantal 'net-overschrijdende' initiatieven op onderwijsgebied, of initiatieven die buiten de traditionele netten genomen werden. Bijvoorbeeld de groei van het aantal methodenscholen (Freinet, Steiner, ...), of de start van het Lucerna College. Vooral in het hoger onderwijs wordt er veel net-overschrijdend samengewerkt in de associaties, in het onderling verdelen van (dure) opleidingen en het aanwerven van docenten met een diploma uit een ander net. In 2005 werd de ISC (InternettenSamenwerkingsCel) opgericht, een netoverstijgende samenwerking tussen de verschillende inrichters van de Centra voor Leerlingenbegeleiding (of CLB's). 
Een verdere evolutie is dat in 2007 de financiering (tenminste wat de werkingstoelagen betreft) van de scholen in Vlaanderen losgekoppeld werd van de "netten". Scholen krijgen nu subsidie op grond van de leerlingkenmerken van hun populatie.
Ook de wet op de leerplicht werd in 1958 aangepast, in de zin dat leerplichtonderwijs gratis moet zijn (men mag geen inschrijvingsgeld vragen). De leerplichtwet blijft een wet op federaal niveau, al wordt de toepassing ervan aan de gemeenschappen overgelaten.